# Argus (1802)
O Argus foi um brigue da classe Vigilant com 16-canhões da marinha Francesa.
Ele tomou parte da Batalha de Trafalgar comandada pelo tenente Yves-Francois Taillard. Ele lutou contra o Cayenne em 21 de julho de 1807 ao lado do Favorite.
Ele foi demolido em abril de 1807.